# Sekwitubulus
Sekwitubulus é um fóssil tubular Ediacarano da Formação Blueflower no Canadá. Sekwitubulus é um gênero monotípico, contendo apenas uma única espécie. S. annulatus é possivelmente um tipo de verme anelídeo. O nome deriva da área em que o espécime foi encontrado.